# U stręczycielki

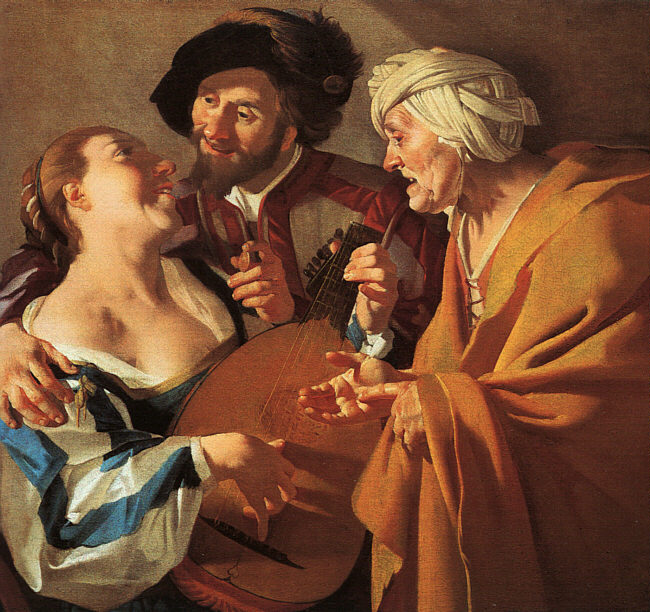
Dirck van Baburen, U stręczycielki, 1622

U stręczycielki albo Kuplerka, Rajfurka (niderl. De Koppelaarster) – obraz Jana Vermeera z 1656 roku. Dzieło jest sygnowane – sygnatura znajduje się w prawym dolnym rogu. Jest także datowane, jako jedno z trzech w całym dorobku malarza.

## Opis
Obraz powstał w 1656 roku, co oznacza, że jest trzecim w kolejności spośród dzisiaj znanych obrazów Vermeera. Albert Blankert zauważył, że „Kuplerka” pozostaje dziełem odosobnionym w oeuvre artysty – z jednej strony nie należy do malarstwa historycznego, tak jak dwa wcześniejsze obrazy, ale nie do końca można zaliczyć go do tego rodzaju malarstwa, jakie uprawiał przez resztę życia. Nie jest to bowiem scena rozgrywająca się w eleganckim wnętrzu z wytwornymi postaciami. Wraz z tym płótnem przeszedł jednak ostatecznie do nurtu rodzajowego.
Przedstawiona scena ma miejsce w domu schadzek. Tego rodzaju przedstawienia, do których można zaliczyć także sceny w karczmach, tematykę chłopską i bójki pijaków, w malarstwie holenderskim drugiej połowy XVII wieku pojawiają się przede wszystkim u Jana Steena. Przed 1650 mistrzami tej tematyki byli m.in. Adriaen Brouwer i Adriaen van Ostade. Przedstawienia prostytucji wywodzi się z przedstawień syna marnotrawnego, który roztrwonił majątek z nierządnicami(Łk 15, 30), nie pozbawionych przesłania moralnego. Pokazywały, jak łatwo stracić pieniądze w domu schadzek i jak niezbędne jest zachowanie umiaru w piciu. Głównym jednak tematem tego obrazu jest handel miłością, co obrazuje mężczyzna, płacący dziewczynie za jej usługi.
Prawdopodobnie Vermeer zainspirował się płótnem Dircka van Baburena pod tym samym tytułem, które mogło należeć do jego teściowej. Później umieścił je jako tło w dwóch namalowanych przez siebie obrazach: w Koncercie (ok. 1664) i Dziewczynie siedzącej przy klawesynie (ok. 1674–1675). W przeciwieństwie do obrazu Baburena, mimika i gesty w dziele Vermeera nie są tak ekspresyjne.

## Scena w domu schadzek
Scena rozgrywa się w ciemnawym pomieszczeniu. Na pierwszym planie znajduje się wielobarwny dywan, oddzielający widza od sceny. Dywan udrapowany jest na stole, za którym znajdują się cztery postaci, ukazane od pasa w górę: dwie kobiety i dwóch mężczyzn. Pierwsza z prawej, młoda dziewczyna w żółtym stroju i o zaróżowionych (zapewne od wina) policzkach, to prostytutka. Dziewczyna otwiera dłoń, by przyjąć monetę od obejmującego ją mężczyznę w czerwonym stroju i kapeluszu. Zza jego ramienia wygląda tytułowa stręczycielka – starsza kobieta w czarnej chuście, zerkająca chytrze i z zadowoleniem z udanej transakcji. Z lewej strony stoi mężczyzna, wznoszący w górę szklankę wina. On, jako jedyny, patrzy na widza. To właśnie jego przedstawienie bywa czasem uznawane za autoportret Vermeera. Albert Blankert zauważył także, że ma on taki sam strój, jak malarz przedstawiony na obrazie Alegoria malarstwa.
Ciemne tło kontrastuje z mocną, nasyconą żółcią ubrania dziewczyny, bielą jej chusty i czerwienią kaftana mężczyzny. Równie różnobarwny jest dywan, rozłożony na stole.